# Paillant
Paillant (em crioulo, Payan), é uma comuna do Haiti, situada no departamento do Nippes e no arrondissement de MiragoâneDe acordo com o censo de 2003, sua população total é de 9.202 habitantes.